# Cealaltă viață a lui Charon
Cealaltă viață a lui Charon este un film românesc din 2015 regizat de Ioana Țurcan.